# Luis Felipe Gómez Wangüemert
Luis Felipe Gómez Wangüemert (Los Llanos de Aridane, 15 de octubre de 1862 - La Habana, Cuba, 1942) fue un importante periodista, político, profesor y agricultor español residente en Cuba. Luchó en la guerra de la independencia cubana en el bando español. Tras la independencia de Cuba y la expulsión de la gente que había luchado contra las tropas independentistas (entre ellos él), Wangüermert cambió de ideas, siendo el fundador del Partido Nacionalista Canario, de ideología independentista, cuando dirigía el periódico El Guanche.

## Primeros años
Luis Felipe Manuel de Los Dolores Gómez Wangüemert nació en Los Llanos de Aridane, en La Palma (Islas Canarias, España), el 15 de octubre de 1862 y fue bautizado el 24 de octubre en la Parroquia local de Nuestra Señora de los Remedios.
Su padre fue alcalde de dicha ciudad. Su madre, María de las Mercedes Wangüemert Lorenzo, también canaria, descendía de flamencos afincados en la isla. Su familia era burguesa y tradicionalmente liberal.
Cuando era pequeño asistía a una escuela cuya maestra, que tenía tendencias enciclopedistas, le influyó personalmente.
Ya de adulto se convirtió en profesor en una escuela de Tazacorte.

## Primeros trabajos en Cuba
El profesor palmero marchó a Cuba en 1882, estableciéndose en Guane (Pinar del Río). A su llegada trabajó en varios empleos, entre ellos el de "profesor de Instrucción Pública" (oficio que consiguió tras la superación de unos exámenes), hasta que obtuvo el oficio de agricultor ocupándose del cultivo del tabaco, oficio en el que ya había trabajado en La Palma y en la que se había convertido en un experto. Mientras se ocupaba del cultivo del tabaco mantenía su oficio de profesor y ejercía el periodismo, afición que comenzó en La Palma.
Así, trabajó como redactor y colaborador en publicaciones cubanas y canario-cubanas. Algunas de ellas fueron La Alborada, La Idea, La Fraternidad, El Radical, La Tarde, La Voz de Canarias, El Eco de Canarias, Las Afortunadas, Diario de la Mañana, La discusión, y Paz y Conquista, siendo también en 1896, corresponsal del "Diario de la marina".

## Vida política
Participó también en la política cubana obteniendo importantes cargos de la administración cubana. Fue el elemento más importante en la Capitanía General de La Habana.
También fue miembro activo de las filas de los Voluntarios cubanos, siendo una de las personas más obedientes del Ejército español de ultramar en Cuba. Sin embargo, perteneció a la milicia desde que arribó a Cuba.
A pesar de eso, Luis Felipe participó en la Guerra de Independencia cubana en el bando español. Destacó en la lucha y recibió muchos honores y recompensas. En 1896 organizó un escuadrón de caballería voluntaria en el pueblo de Vuelta Abajo. Por eso llevó su residencia a La Habana donde, liderando una organización, pidió al general Weyler armas para distribuirlas entre los más de 1.000 jóvenes canarios residentes en el lugar que querían luchar por la independencia. Finalmente, sin embargo, no se ejecutaría la caballería. Más tarde, Luis Felipe se convirtió en comandante.
El periodista canario fue compasivo y altruista durante su gobierno en Valle pinareño, región que mientras se desarrollaba la guerra sirvió como refugio para personas que eran perseguidas por el régimen.
Sin embargo, debido a que el periodista luchó en la guerra en el bando español, tuvo algunas dificultades: Poco después de regresar a La Palma donde se casó, y ser convertido en cónsul honorario de esa isla, el Senado cubano decidió cancelar el nombramiento ya que revisó su trayectoria en Cuba y sus compromisos y luchas la guerra de Independencia de esa isla. El periódico cubano El Debate habló de ese hecho, rechazando a Wengüermert.
Entre abril y mayo de 1908, se unió a una campaña periodística que comenzó en Madrid y cuyo objetivo fue la de derrocar la ley contra la propaganda terrorista desarrollada por el gobierno prohibiendo la libertad de expresión.
En 1914 viajó a Cuba, donde lo esperaba la prensa.
Después de residir nuevamente durante mucho tiempo en La Palma, donde luchó contra los caciques en una gran cantidad de artículos periodísticos que publicaba para la prensa local, denunció los problemas que había en la obtención de las aguas de la Caldera de Taburiente, y habló del tabaco y su fabricación. Tras esto, el 3 de junio del mismo año (1914) decidió regresar a Cuba para solucionar allí "asuntos particulares".
En 1918, envió desde La Habana a La Palma unas crónicas para la prensa de allí, un envío que repetirá muy a menudo hasta casi el final de su vida. Entre los meses de junio y mayo de 1920 sufrió una fuerte gripe que lo llevó a ingresar en la Casa de Salud de la Asociación Canaria de Cuba, en La Habana. También destacó en la masonería cubana desde 1921, desarrollando un papel importante en la comunidad. En ese año comenzó a dirigir la revista canaria "EL GUANCHE", perteneciente al Partido Nacionalista Canario. Él dirigió la revista hasta sus últimos números, en 1925. Sin embargo, las aportaciones que hizo en la revista -al menos aquellas que firmó- fueron pocas y solamente tratan de emigración y de problemas vinculados con la comunidad canaria establecida en Cuba.
En 1926 fundó la revista Patria isleña, que mantenía el patriotismo hacia su tierra original pero sin la fuerza política que caracterizó a la revista anterior.
Formó parte de la organización política y del Ateneo Canario en Cuba. Durante estos años trabajó duramente con la Asociación Canaria, en la que impulsaba homenajes y obtuvo algunos cargos directivos. Sin embargo, su trabajo en la asociación terminó cuando, más tarde, la entidad canaria adquirió una mentalidad más conservadora provocada por la presencia de las dos dictaduras que se estaban produciendo en esos momentos en Cuba y en España, la de Machado y la de Primo de Rivera. Ese hecho lo obligó a abandonarla en aquel momento.
Más tarde, denunció la falta de libertad de expresión. Murió en La Habana en 1942.

## Vida personal
Se nacionalizó cubano y tuvo dos hijos: el periodista Luis Gómez - Wengüemert Lorenzo (nacido y criado en Canarias hasta los 15 años, cuando emigró con su familia a Cuba) y el revolucionario cubano José Luis Gómez Wangüemert Maíquez (quien participó en Expedición de Cayo Confites para intentar derrocar a la dictadura de Rafael Leónidas Trujillo de la República Dominicana y fue un destacado miembro del Directorio Revolucionario Estudiantil luchando contra la dictadura de Fulgencio Batista, lucha mediante la cual también morirá en 1957 debido a las balas de la Guardia presidencial).

## Legado
- El 19 de noviembre de 1934, el Ayuntamiento de su ciudad natal, Los Llanos de Aridane, agradeció su lucha por los canarios de Cuba a través de la fundación de una calle en su honor.[1]